# Steve Barker
Steve Barker (Blackpool, 4 aprile 1971) è un regista e sceneggiatore britannico.
Ha scritto e diretto il cortometraggio Magic Hour (2002) con protagonista John Simm. Nel 2008 ha esordito alla regia con il lungometraggio Outpost, con Ray Stevenson e Richard Brake.

## Filmografia
- Magic Hour, cortometraggio (2002)
- Outpost (2008)
- Outpost 2: Black Sun (2012)
- The Rezort (2015)